# Meteor Light
「Meteor Light」（メテオ・ライト）は、高垣彩陽の4枚目のシングル。2012年2月8日にミュージックレインから発売された。

## 概要
前作「たからもの」から約1年ぶりのリリースとなる2012年1作目のシングル。
表題曲「Meteor Light」は、『戦姫絶唱シンフォギア』のエンディングテーマに起用された。楽曲の初披露は12月のソロコンサート「Memoria×Melodia」にて行われた。
初回限定盤、通常盤の2種リリースであり、前者には表題曲のPVを収録したDVDおよび応募チラシが同梱、封入されている。内容は、2月11日に都内某所で行われるトーク&ミニライブに200名、サイン入りポスターが50名に、特製下敷きカレンダーが100名にプレゼントされる。尚これらの応募に漏れた場合でも、全員サービスとしてスペシャル携帯待受が用意されている。ジャケットデザインは、高垣曰く「細い鉄の棒で出来た星のモチーフに黒い衣装!」という、クールな雰囲気に仕上がっている。

### チャート成績
2012年2月20日付のオリコン週間シングルチャートで15位を獲得。初動売上は約0.6万枚を記録し、前作「たからもの」より僅かだが売り上げを伸ばした。オリコンデイリーチャートでは2012年2月7日付でも15位を獲得し、2012年2月度の月間シングルチャートでは49位を獲得した。
2012年2月20日付のビルボードチャートでは、Billboard JAPAN Hot Singles Salesで14位、Billboard Hot Animationで8位を獲得した。また、2012年2月6日から2月12日調査分のサウンドスキャンの週間シングルCDソフトTOP20では15位、2012年2月18日放送分の『COUNT DOWN TV』内のThis Week's TOP 100では24位をそれぞれ獲得した。

## 批評
アニカンは、「疾走感があるチャレンジをテーマにしており、起用された『戦姫絶唱シンフォギア』の世界観と一体となったアニソンらしい曲である。」と評した。

## 収録曲

### CD
1. Meteor Light [4:34]
  - 作詞：mavie、作曲・編曲：藤田淳平
  - テレビアニメ『戦姫絶唱シンフォギア』エンディングテーマ
  - 高垣曰く「傷だらけになっても諦めない!!、夢への強い気持ちが込められた楽曲」で[5]、内容自体も疾走感に教会音楽をプラスしたメロディアスな雰囲気に仕上がっている[1]。
  - 原作者の上松自身も楽曲に関する資料で「カッコイイ曲にしたい」と述べている[1]。
2. Brand New Smile [4:16]
  - 作詞：mavie、作曲・編曲：黒須克彦
  - 高垣曰く「みんなで歌って笑顔になれて[1]隣に立って前を向かせてくれる曲[4]」。ソウル的な雰囲気や、「みんなで手を叩きながら歌える」点等、2ndシングル「光のフィルメント」の3曲目に収録されている「Oh Happy Day」に通じるものがる[1]。
3. 遠き山に日は落ちて [3:42]
  - 作詞：堀内敬三、作曲：Antonin Dvorak、編曲：斎藤真也
  - アントニン・ドヴォルザークの交響曲第9番「新世界より」の第2楽章を堀内が日本語詞にしたもの。学生時代、部活の合宿で夕方にこの曲を聞き惚れながら練習していたが、後日ドラマに主題歌として起用されているのを知り、日本語の美しさに感銘を受けたという[1]。

### DVD（初回限定盤のみ）
1. Meteor Light Music Clip
2. Meteor Light TV spot（15sec+30sec）

## 収録作品

### アルバム
| 発売日        | アルバムタイトル | 備考                  |
| Meteor Light  | Meteor Light     | Meteor Light          |
| ------------- | ---------------- | --------------------- |
| 2013年4月17日 | relation         | 1stオリジナルアルバム |

### Blu-ray Disc / DVD
| 発売日        | BD/DVD タイトル                                       | 備考                        |
| Meteor Light  | Meteor Light                                          | Meteor Light                |
| ------------- | ----------------------------------------------------- | --------------------------- |
| 2012年6月13日 | 高垣彩陽ファーストコンサートツアー「Memoria×Melodia」 | ソロ1作目のコンサートBD/DVD |